# Château de Kolbsheim
Le château de Kolbsheim est un château du XVIIIe siècle situé à l'extrémité ouest du village de Kolbsheim, dans le département du Bas-Rhin, en France. Il est protégé au titre des Monuments historiques et réputé pour ses jardins ayant obtenu le label Jardin remarquable. C'est aujourd'hui le seul subsistant des deux châteaux qui ont un temps coexisté sur le territoire de la commune.

## Le château du bas
En contrebas du village, non loin de la Bruche, s'élevait au Moyen Age un château appelé « Altenau » (le mot Au signifie « zone humide près de l’eau »). Peu de choses sont connues à son sujet, hormis qu’il était entouré d’un fossé traversé par un pont-levis, ou encore qu’il englobait « ferme, jardin et verger ».
Si l'on ignore quand il a été construit, les archives indiquent que ce château appartenait à partir de 1479 à un petit seigneur nommé Voltz, qui semble s’être fabriqué une noblesse en ajoutant à son nom celui de son lieu de résidence, fondant ainsi la famille des Voltz von Altenau. Un de ses descendants fait construire vers 1570-1580 un autre château en haut de la terrasse dominant la vallée, dans le village. La seigneurie de Kolbsheim est toutefois partagée en 1651 avec Blaise von Mullenheim, un membre du patriciat de Strasbourg, dont il a été Stettmeister de 1663 à 1666. Mullenheim s’installe dans le château du haut, qui est décrite plutôt comme une « maison noble avec ferme, bâtiments, en haut à l’extrémité du village », tandis que les Voltz von Altenau conservent le château du bas. Les deux familles partagent alors les seigneuries du village – devenu terre française – avec les familles Wurmser von Vendenheim et von Zedlitz. Les alliances par mariage entre familles nobles se succèdent, tout comme les noms des propriétaires des châteaux, et ce jusqu’en 1759, lorsque les Falkenhayn achètent la totalité des seigneuries du village. La lignée des Voltz d’Altenau s’étant éteinte, les Falkenhayn  font démolir le château du bas en 1760.

## Le château du haut
Le château dit du haut, ou Oberschloss, construit vers 1570, a lui aussi connu plusieurs propriétaires successifs. Gravée dans la balustrade du château actuel, la date de 1703 laisse supposer que c’est au début du XVIIIe siècle que Marie Catherine Wurmser de Vendenheim fait construire un « nouveau bâtiment avec ferme, maison de métayer, remise à calèches, deux pressoirs, écurie, granges, potager avec gloriette, lequel est entouré d’un mur ». Ce château a probablement été établi à l'emplacement de l’ancienne « maison noble » des Mullenheim.
La famille von Falkenhayn, originaire de Silésie, s'allie avec les Wurmser : en 1719 est célébré au château le mariage de Jeanne Catherine Marie Christine Wurmser de Vendenheim avec Frédéric François Antoine, baron de Falkenhayn. En dot, la jeune femme apporte le quart du village, puis le couple rachète progressivement les trois quarts restants de la seigneurie de Kolbsheim et ils en demeurent seuls propriétaires en 1759. La dynastie des Falkenhayn s’éteint après la Révolution.
En 1801, le château avec son domaine est acquis par Charles de Dartein (Toulon 1749-Kolbsheim 1814), issu d’une famille de fondeurs de canons anoblie par Louis XVI. Il a été  prêteur royal à Sélestat et commissaire général des fontes de l’artillerie de Strasbourg.

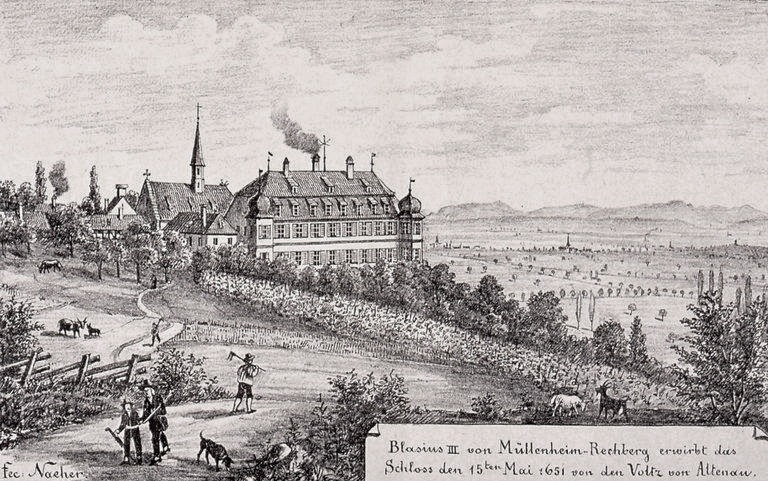
Château de Kolbsheim en 1905 (Julius Naeher)

Le château passe en 1824 aux mains de Jean-Georges Humann (Strasbourg 1780-Paris 1842), ministre des Finances de Louis-Philippe de 1832 à 1836 et de 1840 à 1842. Sa famille est originaire du Kochersberg ; bon négociant et spéculateur, il s’enrichit rapidement et devient député du Bas-Rhin en 1820, puis député de Strasbourg en 1824. Humann a acheté le château de Kolbsheim pour en faire sa résidence secondaire : il y fait exécuter d’importants travaux en 1830 et rajoute l’aile sud en 1848. Sa femme y vient fréquemment et y décède, ainsi qu'un de ses fils.
Après l’annexion de l'Alsace par l’Empire allemand, nombreux sont les ressortissants allemands qui viennent s’installer dans la région. Carl Alexander Grunelius (de) (1834-1882), un entrepreneur issu d’une famille de banquiers de Francfort, dont l'épouse, Maria Koechlin (1841-1889) est originaire de Mulhouse, acquiert le château en 1874. Son épouse, Emma de Turckheim, née à Niederbronn en 1867, a été très aimée des habitants de Kolbsheim, parmi lesquels elle a mené un important travail social jusqu’à sa mort en 1950.
Un remaniement du château est entrepris en 1930 suivant les plans de l’architecte parisien P. Barbe. Aujourd’hui c'est une SCI familiale qui gère le château et ses dépendances. En tant que monument historique, le jardin est ouvert régulièrement au public par la famille Grunelius.

## Les œuvres duXXesiècle
Alexandre et Antoinette Grunelius se lient d’amitié avec Jacques Maritain et sa femme Raïssa, philosophes catholiques, qui leur ont été présentés en 1927 par le musicien Nicolas Nabokov. Pour les Maritain, créer des jardins est « faire œuvre à la gloire de la création ». Sous l’influence de leurs amis, les Grunelius se convertissent au catholicisme. Ils font ériger en 1933 par Victor Hammer, contre le mur sud de l’église paroissiale, une petite chapelle en grès rose, au portail orné de sculptures en haut-relief. Sur le mur de soutènement de la dernière terrasse du jardin a été fixée vers 1950 une série de panneaux de grès sculpté représentant les 14 étapes du chemin de croix, œuvre du sculpteur Philippe Kaeppelin.
Pendant des années, des philosophes se réunissaient chaque année durant une semaine au château pour des colloques ou des rencontres. Après la mort de Raïssa Maritain, les Grunelius ont proposé à son veuf Jacques de s’installer chez eux. Le couple Maritain est inhumé dans l’actuel cimetière de Kolbsheim, ainsi que leur ami Nicolas Nabokov. Les rencontres se sont poursuivies jusqu'en 2014 au Cercle Maritain, installé dans une partie des communs donnant sur la rue.

## Architecture
L’aile ouest du château actuel a été édifiée au début du XVIIIe siècle (date de 1703 gravée sur le parapet de la terrasse), l’aile sud a été achevée à la fin du même siècle.
Les bâtiments du château et les communs entourent une cour ouvrant au nord, vers l’actuelle rue de la Division Leclerc. On y entre par une porte charretière à linteau rectiligne, encadrée de grès et surmonté par une balustrade de pierre garnie de pots à feu. La façade principale du château est tournée vers l’ouest et vers le niveau supérieur du jardin, qui s’étend en longueur dans la même direction. Elle se compose de sept travées sur deux niveaux surmontés d’un comble brisé où se retrouvent sept fenêtres. Dans le toit couvert de tuiles se trouvent trois lucarnes. Au centre de la façade, une porte-fenêtre s’ouvre vers le jardin auquel on accède par un petit perron de quelques marches. Le bâtiment est flanqué de deux pavillons implantés de biais et coiffés d’un toit « à l’impériale » couvert d’ardoises, qui font l’effet de deux tours d’angle.
La façade sur cour reprend la même disposition, à l'exception des pavillons d’angle. Elle comporte trois niveaux de neuf ouvertures, donnant l’impression d’un bâtiment composé de fenêtres davantage que de murs. Placé perpendiculairement, le logis sud est plus bas d’un étage, bien que des aménagements faits au milieu du comble, sans doute à la demande de J. G. Humann, accroissent l’effet de hauteur au centre.

### Les communs
De l'autre côté de la cour s'élève une maison plus basse qui abritait le logis du gardien. Rajoutés ultérieurement, les communs ferment presque entièrement le quadrilatère de la cour, tout en s'étendant à l'arrière le long de la rue jusqu’à l’église. Dans une partie de ces bâtiments était installé le Cercle d'Etudes Jacques et Raïssa Maritain.
Derrière un autre bâtiment des communs, un passage mène à une petite chapelle construite en 1933. A droite, en retrait, une porte donne sur un petit vestibule qui permet d'entrer directement dans l'église ou de prendre l'escalier qui donnait accès à la tribune seigneuriale avant sa démolition.
A l'extérieur du château, une apparition moyenâgeuse surprend le visiteur : une tour cylindrique couverte d'une toiture conique et munie d'ouvertures circulaires à la base semble à première vue être le monument le plus ancien du village. Or, il s'agit du château d'eau aménagé à la fin du XIXe siècle pour desservir le château en eau courante. 

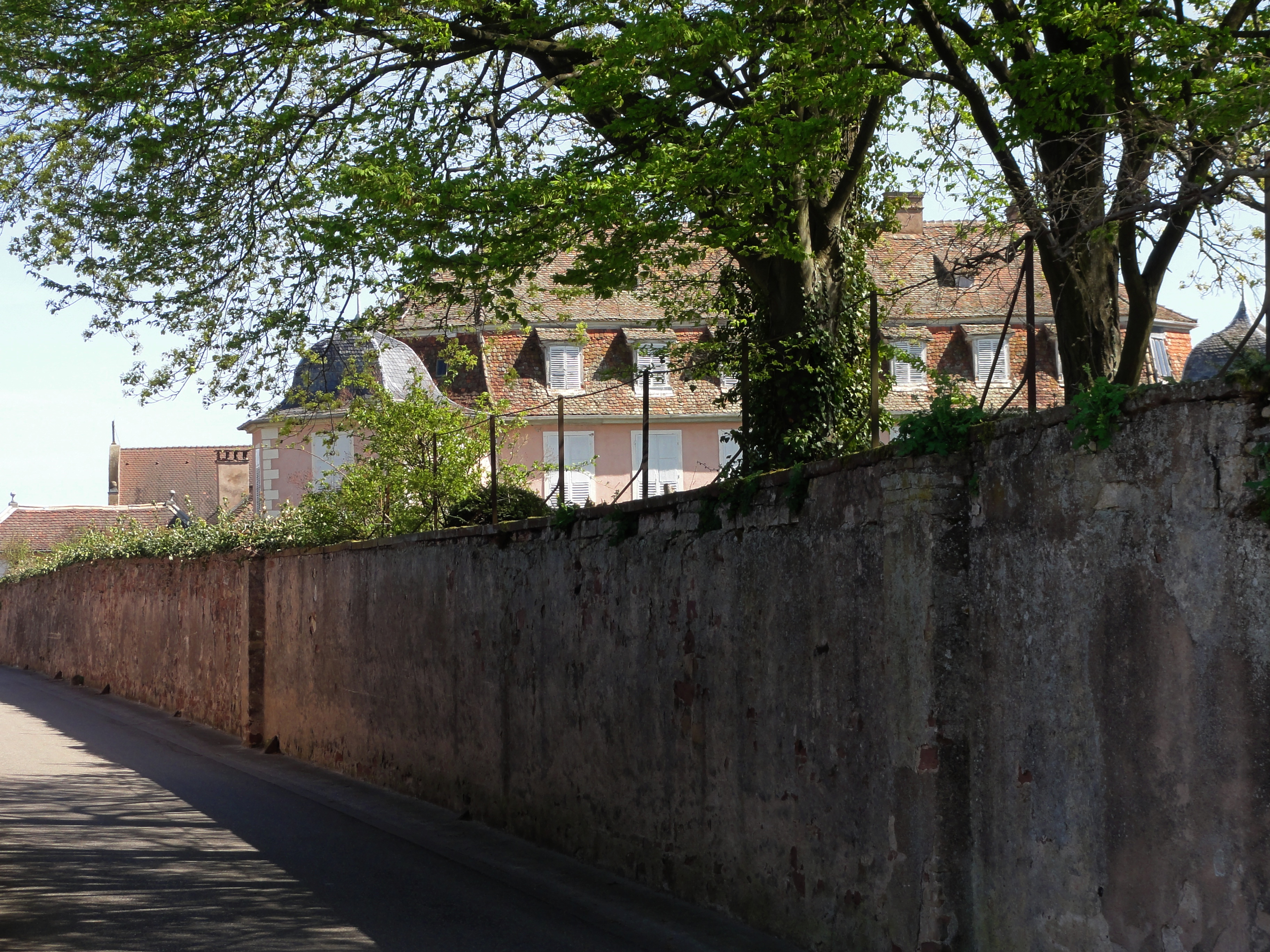
Mur de clôture du domaine
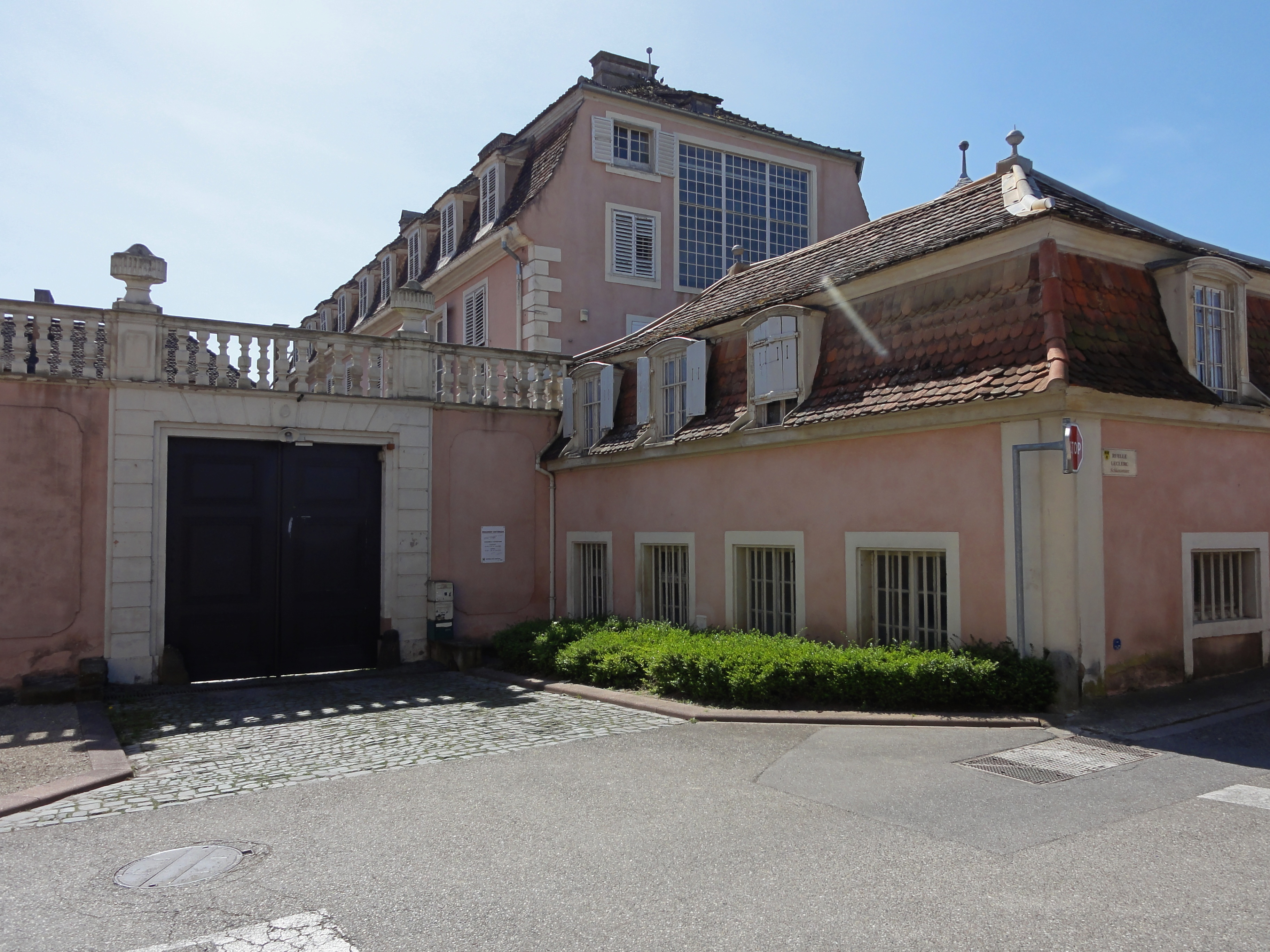
Entrée du château
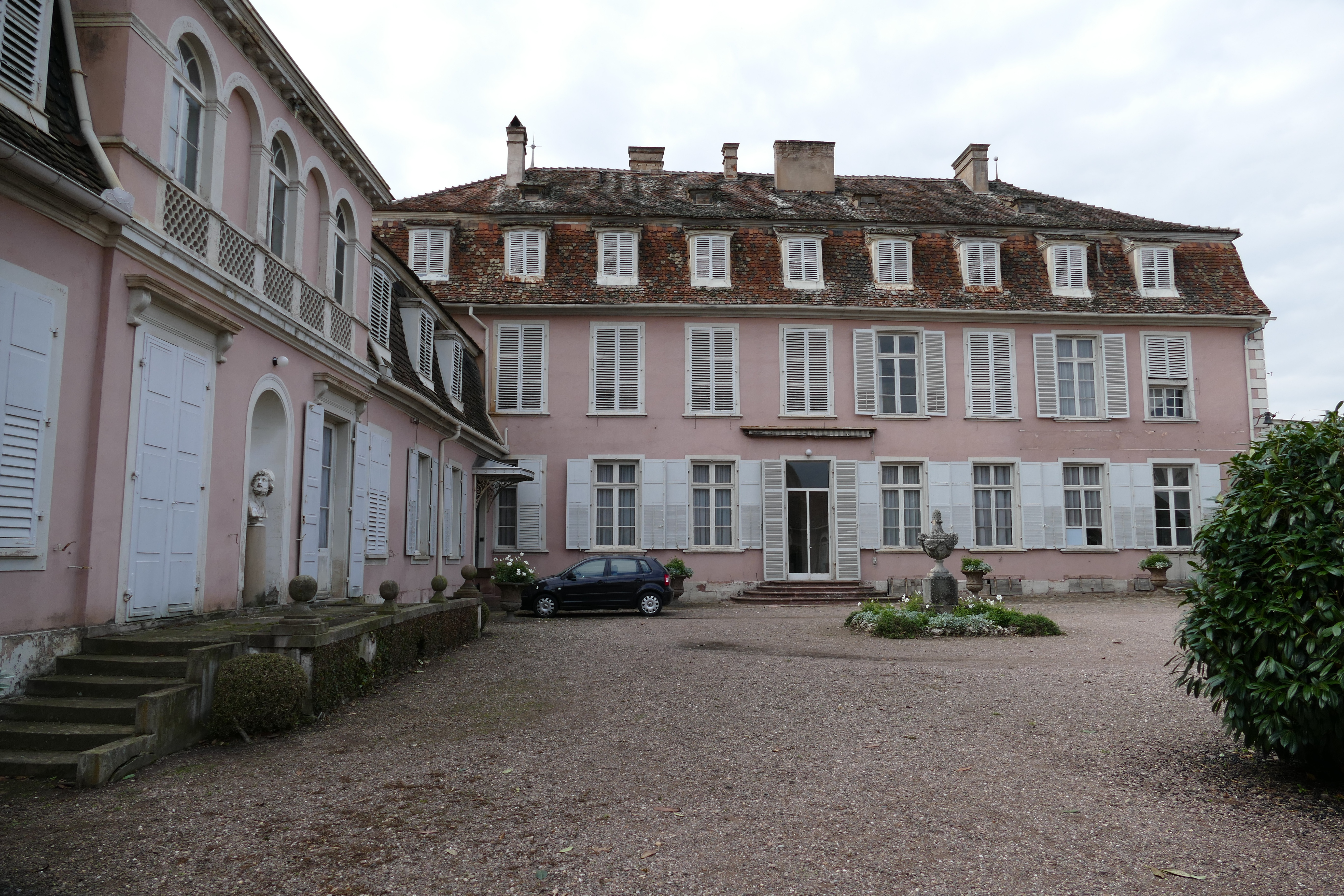
Aile ouest vue depuis la cour
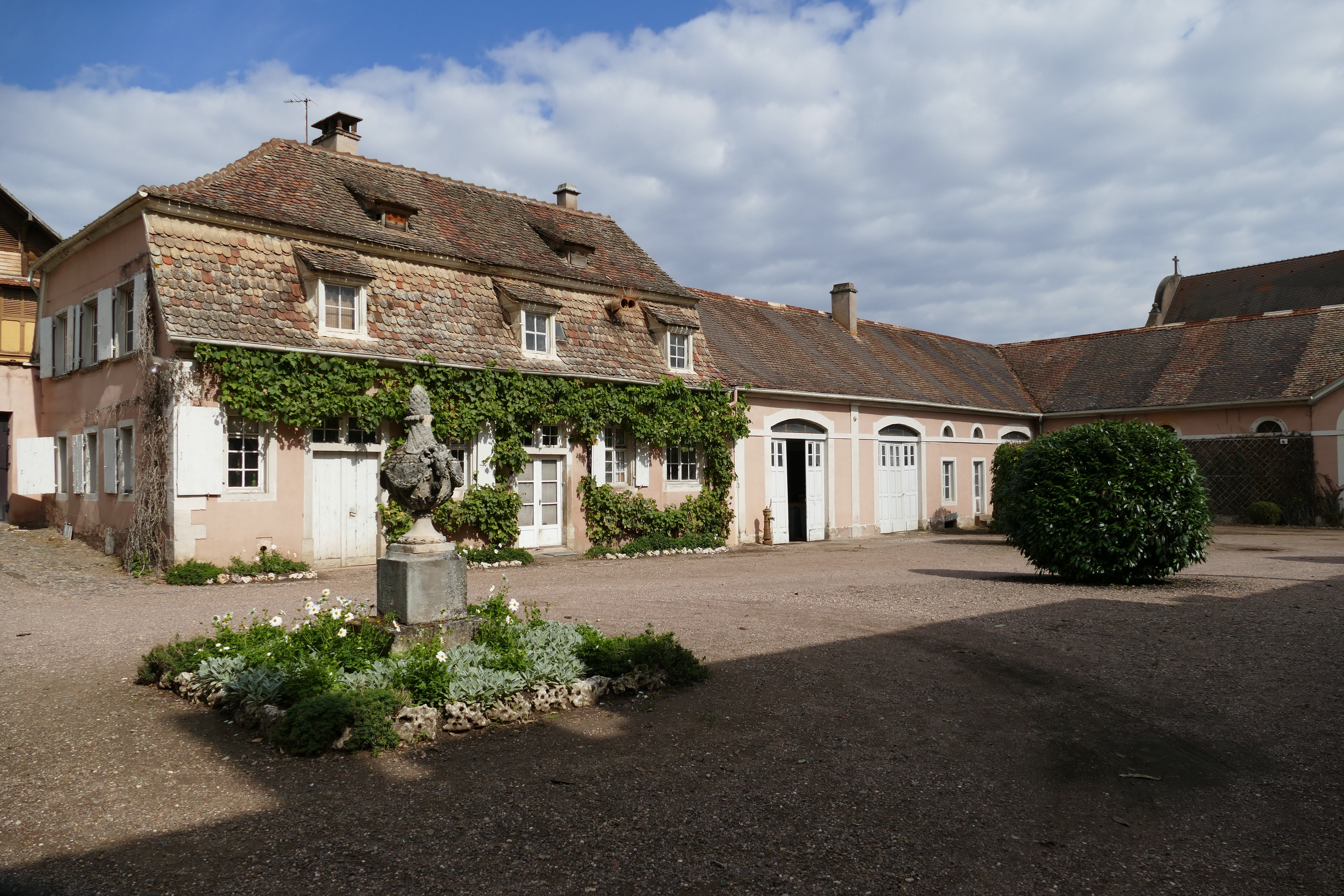
Ancienne maison du gardien
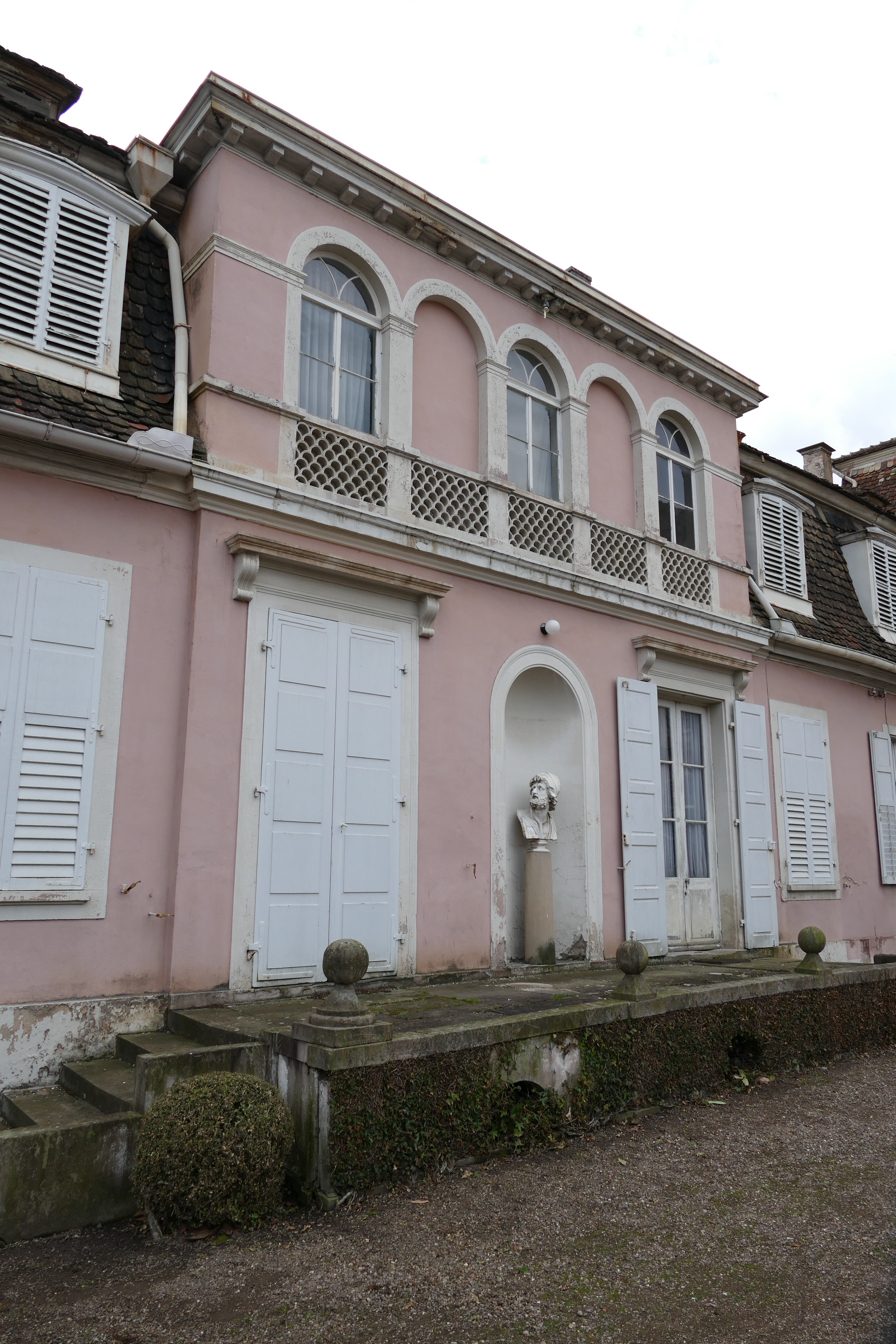
Aile sud depuis la cour
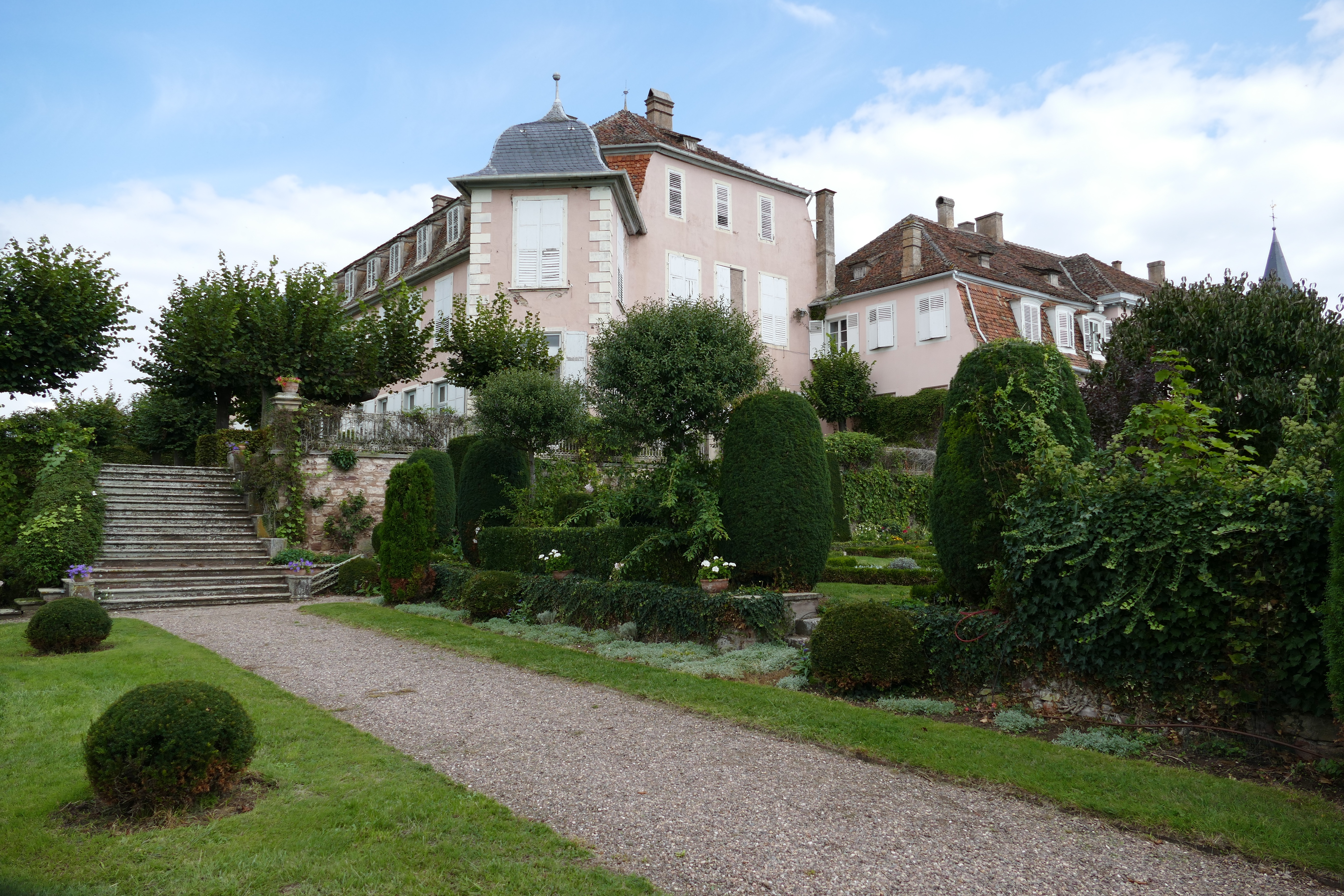
Vue depuis le jardin
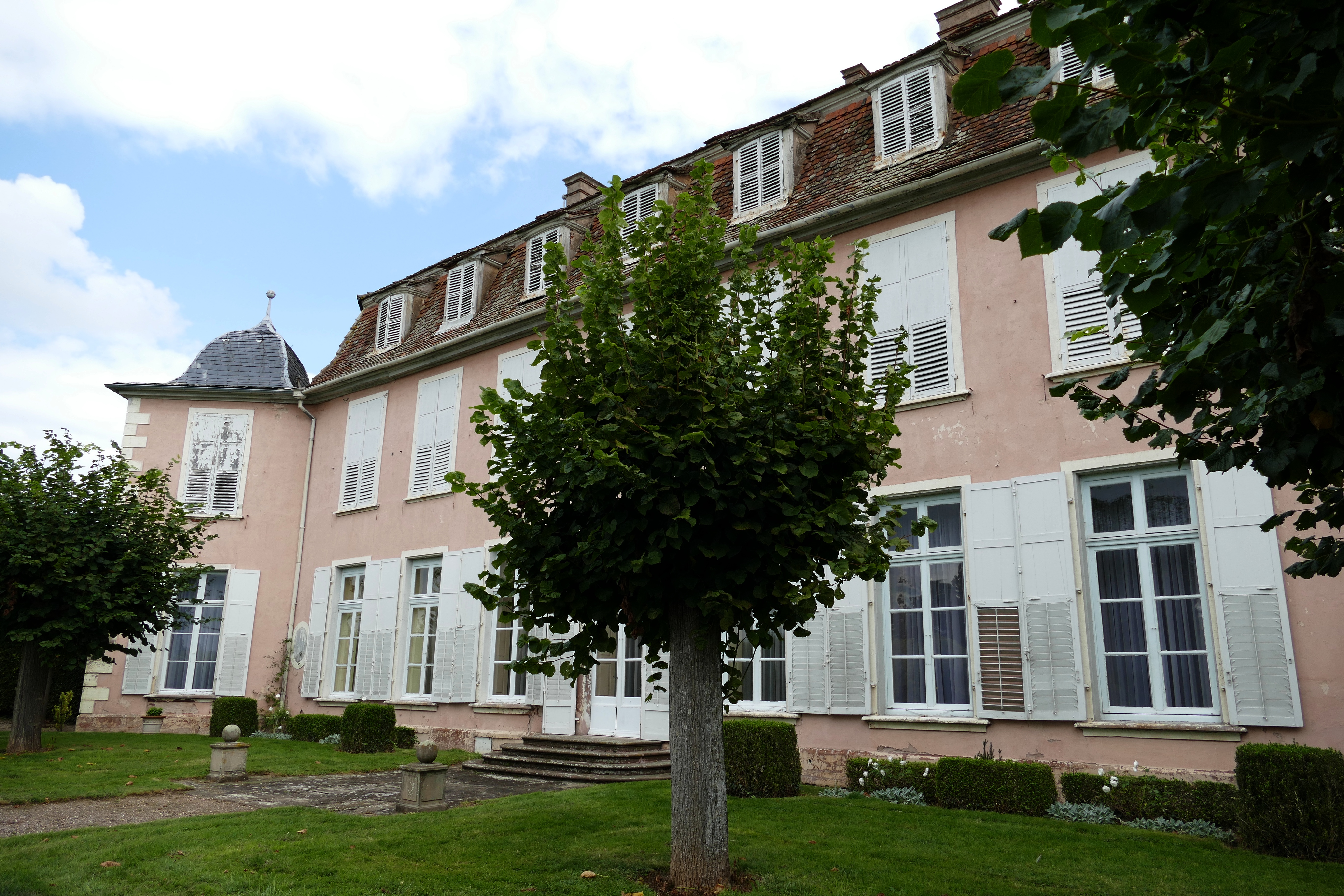
Façade ouest sur jardin

## Les jardins
La situation du jardin est remarquable : il s’étage vers le sud sur trois niveaux de terrasses, puis se poursuit par une pente boisée qui descend vers le canal de la Bruche en passant par un ancien moulin. De la terrasse supérieure, la vue, totalement dégagée vers la vallée de la Bruche qui passe en contrebas, est exceptionnelle.
Pendant la Première Guerre mondiale, l’armée allemande a implanté dans la pente des positions pour défendre Strasbourg (Breuschstellung). Les militaires creusent des tranchées, aménagent des ouvrages en béton, abris et fortins, dont une partie traverse le parc du château. Tous les arbres du domaine et de la forêt sont abattus pour permettre les tirs d'artillerie. A la fin de la guerre, le parc se retrouve dévasté. 

Alexandre Grunelius, le petit-fils d'Alexander, décide après 1920 de réaménager les 12 ha de jardin et s’adjoint le paysagiste anglais Breggins , qui en élabore le plan. Deux terrasses existaient déjà et la troisième était plantée de vignes, détruites par le phylloxéra comme toutes celles du village. On y plante des buis, des conifères, des ifs et charmes pour les haies. Des bassins sont creusés et des statues originaires d'autres jardins (château des Rohan de Saverne, château de la Cour d'Angleterre de Bischheim sont placées çà et là dans les jardins et le parc, qui sont « ornés de topiaires de conifères, de banquettes de buis, de charmilles taillées en galeries ombragées. Les terrasses se fondent ensuite dans la pente qui se couvre d’un « parc à l'anglaise où alternent bois et prés, ponctués d’arbres centenaires aux essences variées ».
Le parc se transforme en une forêt de feuillus qui descend jusqu'au canal de la Bruche construit par Vauban et sa dérivation, le Muehlwasser, qui dessert le moulin. Une partie du domaine se trouve aussi sur le territoire de la commune d’Ernolsheim-sur-Bruche. L'ensemble de la propriété est entièrement clos par un haut mur, qui s'interrompt cependant au bord du canal. Un vaste jardin potager, situé de l'autre côté de la rue de la Division Leclerc, est lui aussi fermée par un mur, par endroits cependant remplacé par une clôture en bois.

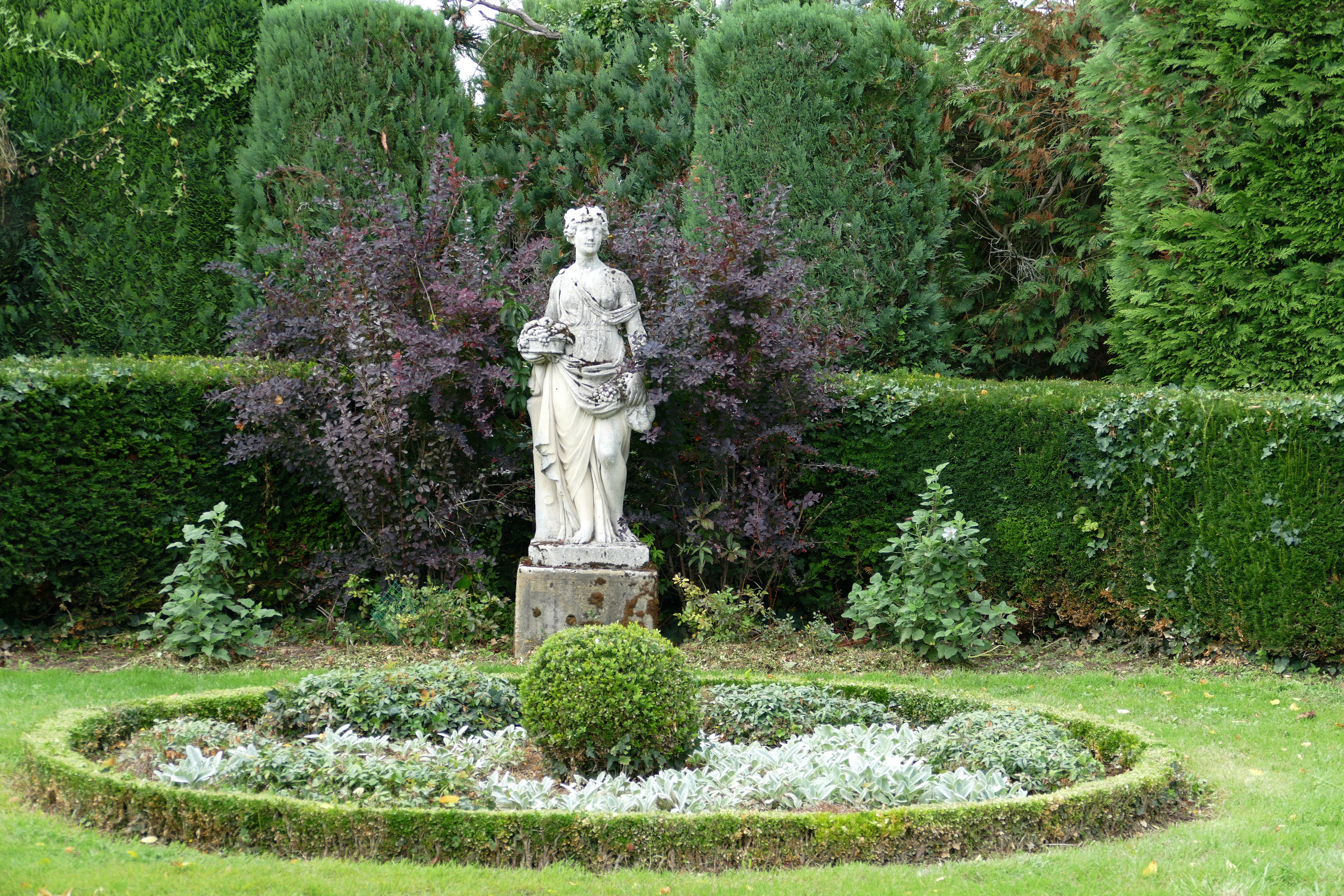
Le théâtre de verdure
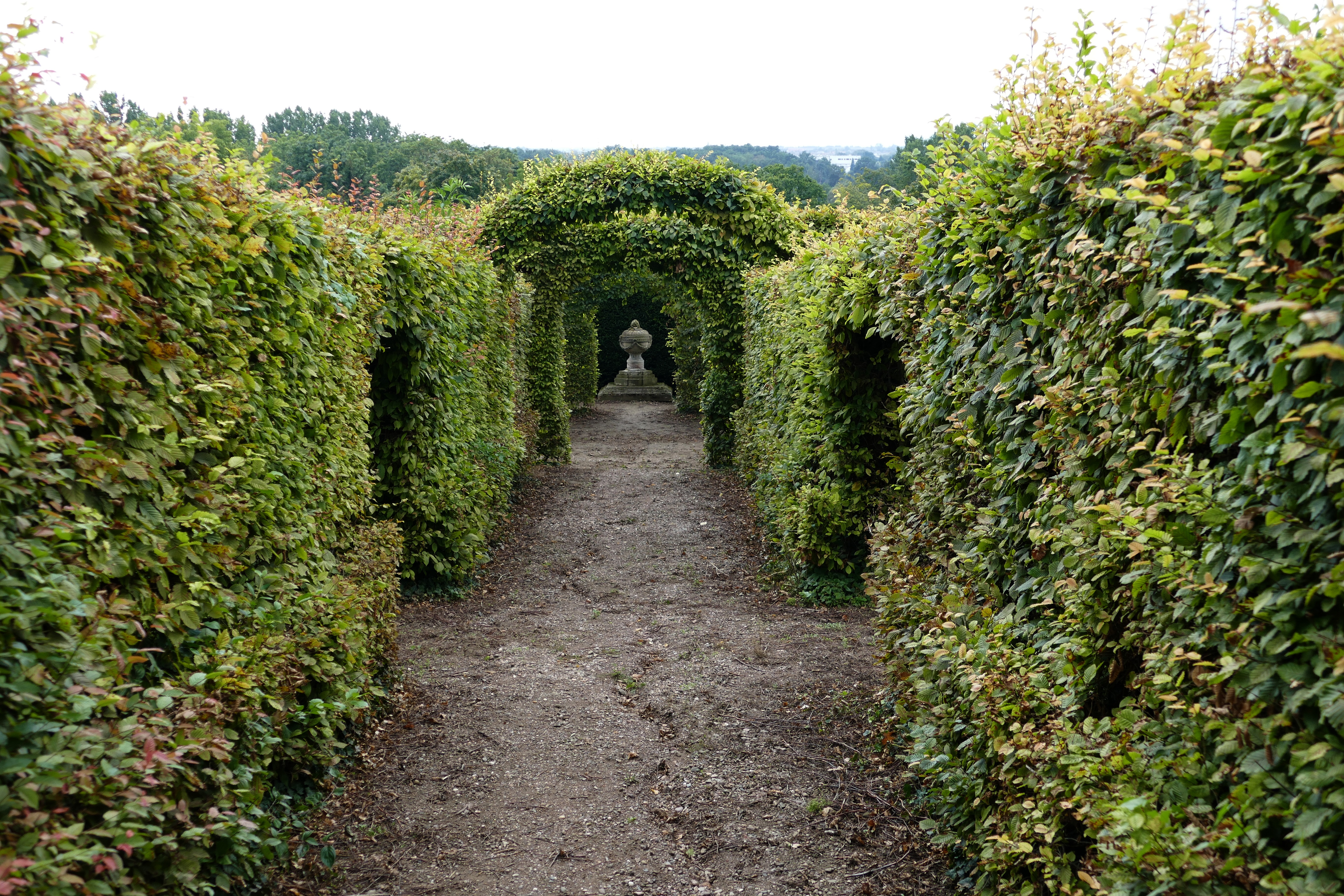
Descente à travers le parc
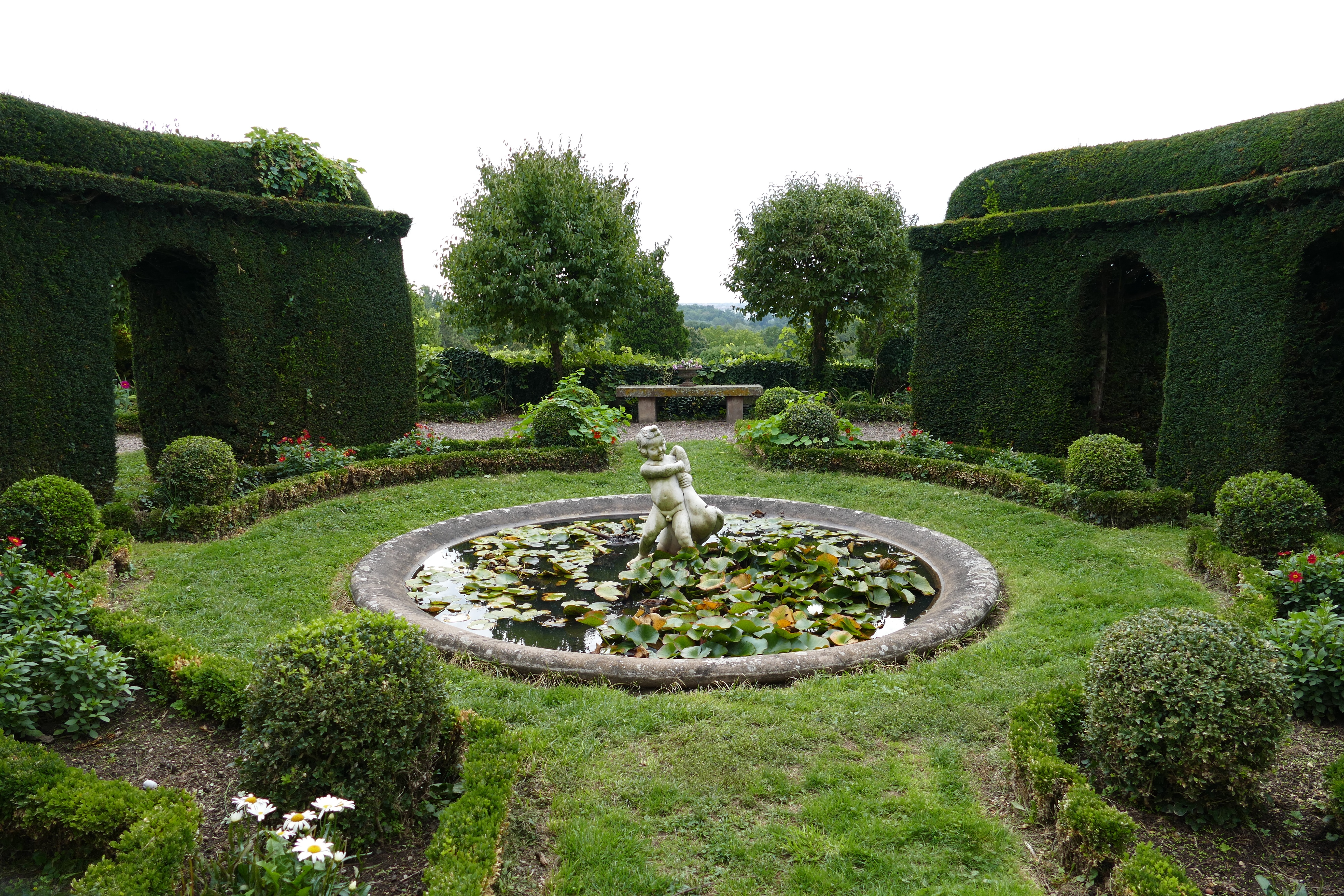
Topiaires de buis et bassin

## Protection du site
Les façades, toitures et jardins du château ont fait l'objet d'une inscription au titre des monuments historiques le 3 mai 1972.
L'ensemble du domaine comprenant le château et ses dépendances, les jardins en terrasse, le parc avec ses éléments architecturés anciens et son mur de clôture a été inscrits à l’Inventaire supplémentaire des monuments historiques en 2006. Jardin et parc figurent parmi les huit lieux qui ont obtenu le label Jardin remarquable dans le Bas-Rhin.
Soutenu par des associations écologistes, des habitants du village se sont mobilisés contre le projet autoroutier du grand contournement ouest de Strasbourg en raison notamment de la construction d'un viaduc non loin du parc,. L'autoroute a cependant été ouverte à la circulation en 2021.